# Passions
Passions – amerykańska dzienna (daytime) opera mydlana, nadawana od 1999 do 2008 roku. 
Była ostatnią amerykańską operą mydlaną z elementami fantastycznymi. Jedna z bohaterek serialu była ponad 500-letnią czarownicą. Z powodu niskiej oglądalności telewizja NBC podjęła decyzję o zdjęciu serialu z anteny. Produkcję tę zdecydowała się zakupić amerykańska telewizja satelitarna DirecTV. 6 września 2007 roku nadano ostatni odcinek serialu w telewizji NBC. Pierwszy odcinek w telewizji satelitarnej DirecTV na kanale 101 (w niektórych regionach Stanów Zjednoczonych na kanale 103) został wyemitowany 17 września 2007. W stacji NBC serial był nadawany pięć razy w tygodniu. W DirecTV z początku był emitowany cztery razy w tygodniu, później ograniczono emisję do trzech odcinków. Widzowie DirecTV pod koniec żywota serialu mogli oglądać Passions od poniedziałku do środy w godzinach 2.00 pm i 5.00 p.m., natomiast w czwartki 101 emitowała maratony powtórkowe odcinków nadawanych w tygodniu od godziny 2.00 pm. do 5.00 p.m.
W grudniu 2007 pojawiła informacja, że w 2008 roku serial zostanie zdjęty z anteny DirecTV. W Internecie pojawiały się niepotwierdzone informacje, że zakupem Passions zainteresowane są inne kanały telewizyjne, tj. MyNetworkTV, USA Network czy SoapNet, jednak żadna stacja go nie kupiła, a ostatni odcinek (2231) został wyemitowany 11 sierpnia 2008 roku.